# József Rippl-Rónai

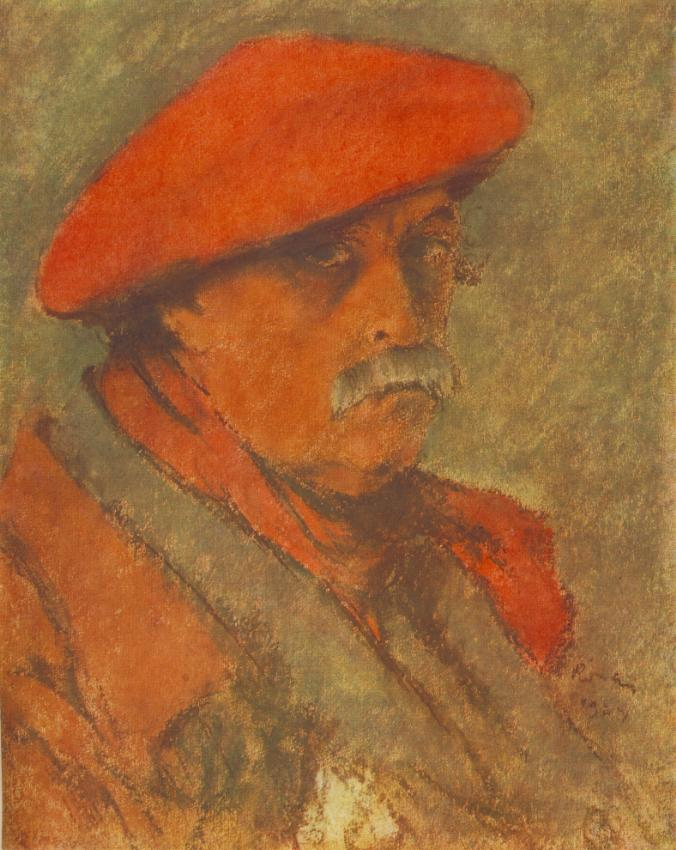
Zelfportret (1924)

József Rippl-Rónai (Kaposvár, 23 mei 1861 – aldaar, 25 november 1927) was een Hongaars kunstschilder. Hij wordt gerekend tot het symbolisme, ook wel tot het synthetisme en het postimpressionisme.

## Leven en werk
Rippl-Rónai studeerde eerst medicijnen in Boedapest en ging in 1884 naar München, waar hij studeerde aan de Academie voor Beeldende Kunst. Toen hij een studiebeurs won ging hij naar Parijs, waar hij studeerde onder Munkácsy. Vervolgens ging hij wonen in Pont-Aven. Daar sloot hij zich in 1894 zich aan bij de kunstenaarsgroepering Les Nabis, waar hij de Hongaarse Nabi werd genoemd. In 1899 trok hij in bij Aristide Maillol in Banyuls-sur-Mer. In deze periode schilderde hij veel landschappen en zeegezichten. Later maakte hij vooral veel portretten.
Aanvankelijk werd Rippl-Rónai sterk beïnvloed door het symbolisme en synthetisme van de Nabis, en schilderde hij in grote kleurvlakken met duidelijke omlijningen. Vervolgens bleef hij nadrukkelijk zoeken naar een eigen stijl en uniciteit, en doorliep daarin meerdere stijlfasen. Zo kende hij een 'zwarte periode' waarin hij vooral nachtschilderijen maakte, met grotendeels donkere oppervlaktes.
Behalve als schilder was Rippl-Rónai ook actief in de toegepaste kunst en ontwierp allerhande gebruiksvoorwerpen. Ook maakte hij glas-in-loodramen.
In 1902 keerde hij terug naar Hongarije en werd aangesteld als leraar aan de Vrije Kunsthogeschool te Boedapest. Hij overleed in 1927 in zijn geboortestad Kaposvár. De villa die hij daar sinds 1908 bewoonde, is als museum ingericht. Ook draagt het plaatselijke kunstmuseum, dat veel van zijn werken bezit, sinds 1951 zijn naam. Diverse van zijn werken bevinden zich ook in het Musée d'Orsay te Parijs.

## Galerij

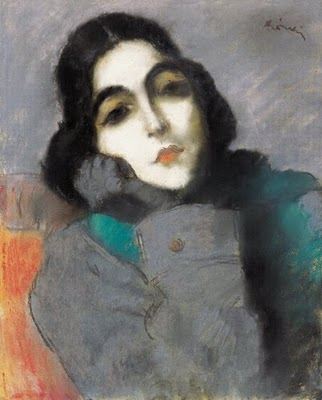
Portret van Zdenka Ticharich (1921)
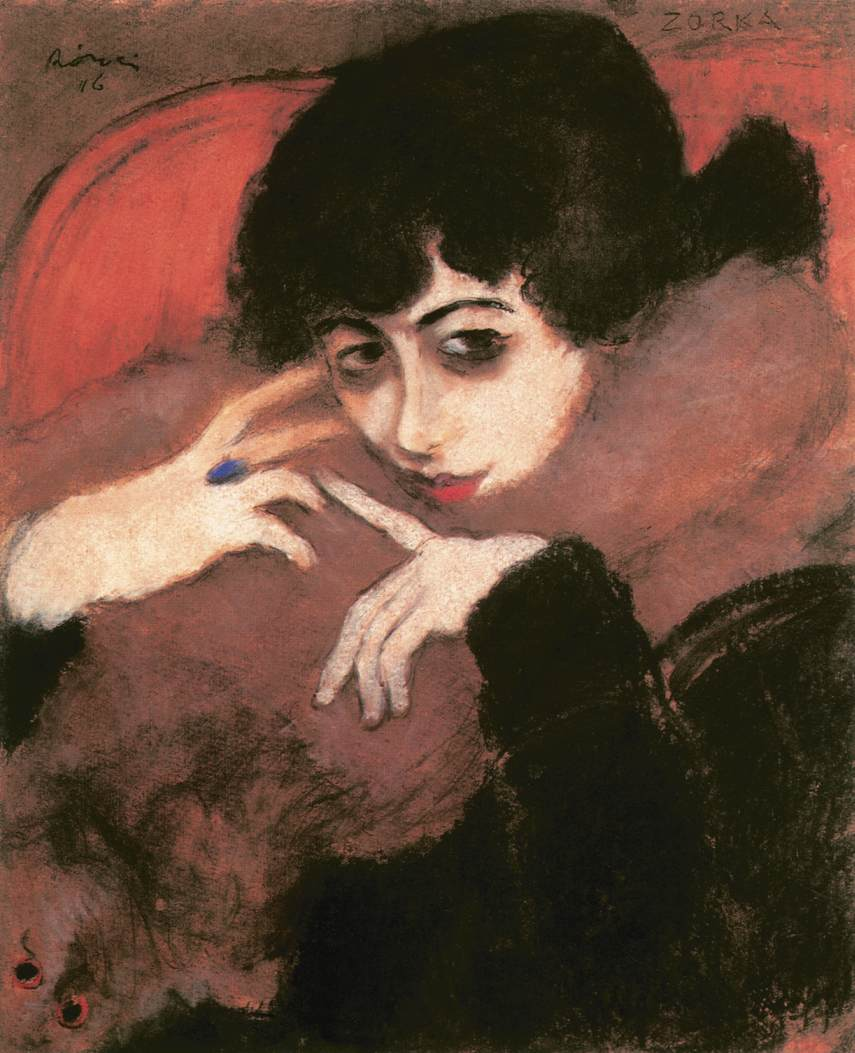
Vrouw met boa
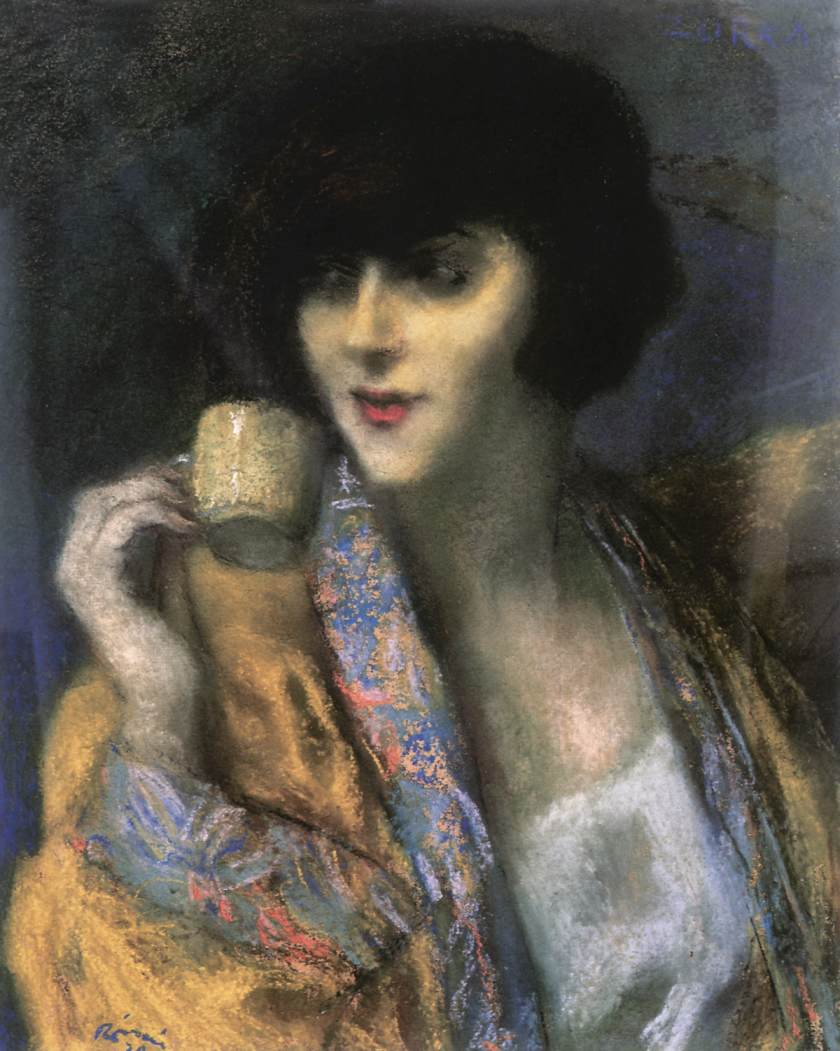
Vrouw met Chinees kopje
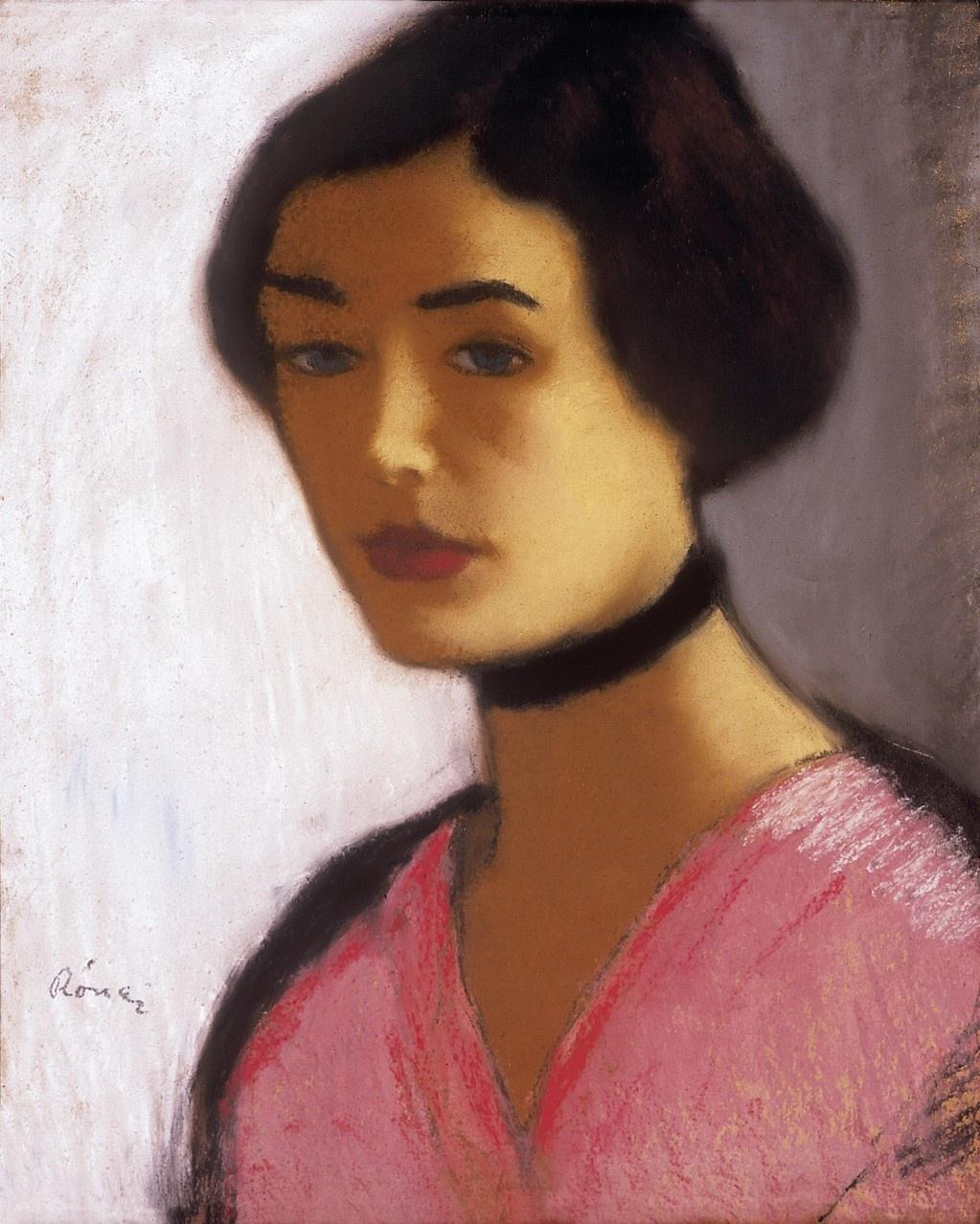
Vrouw in roze jurk met zwarte halsband
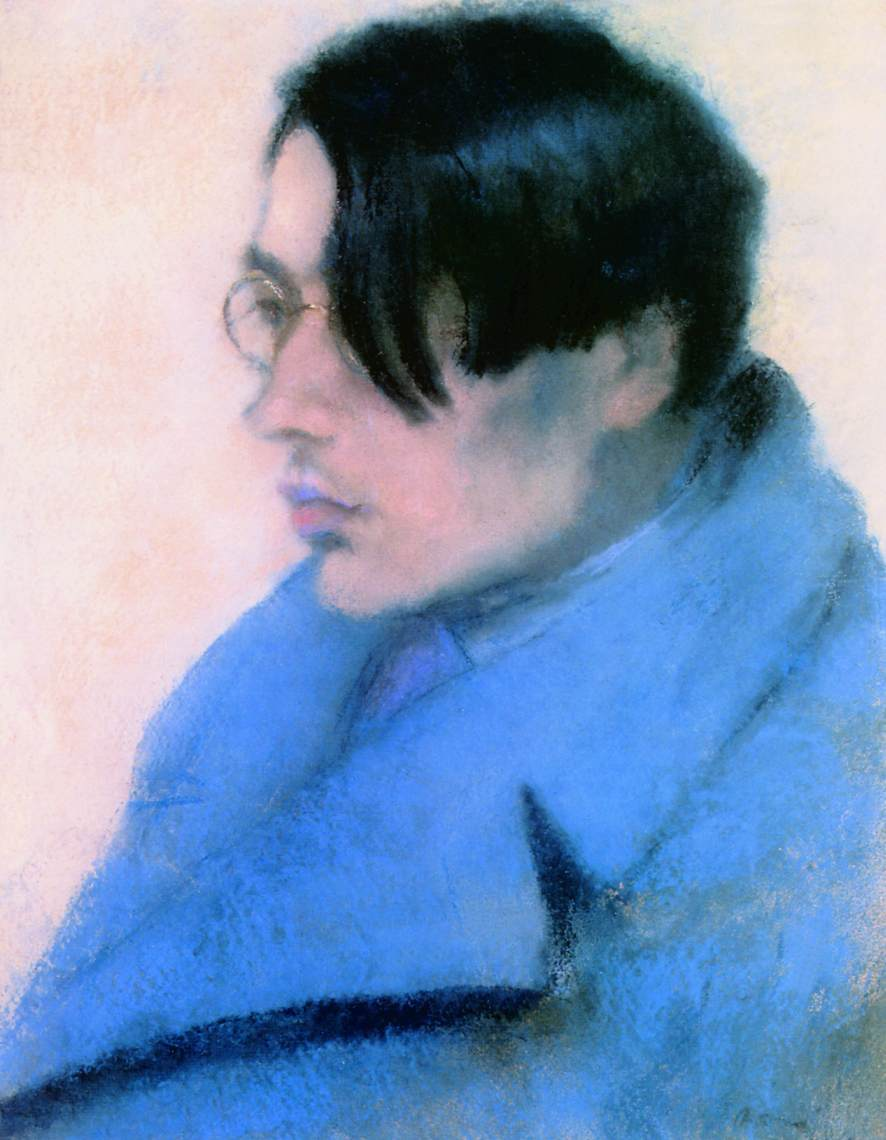
Schrijver-dichter Lőrinc Szabó
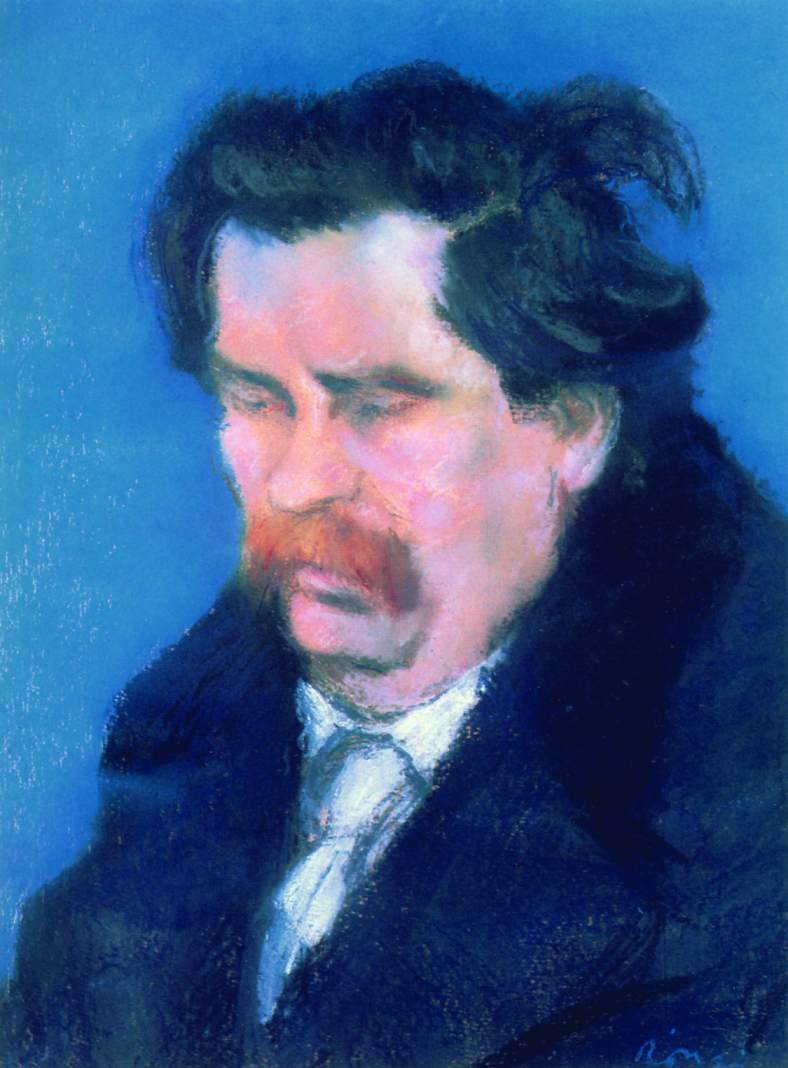
Schrijver Zsigmond Móricz
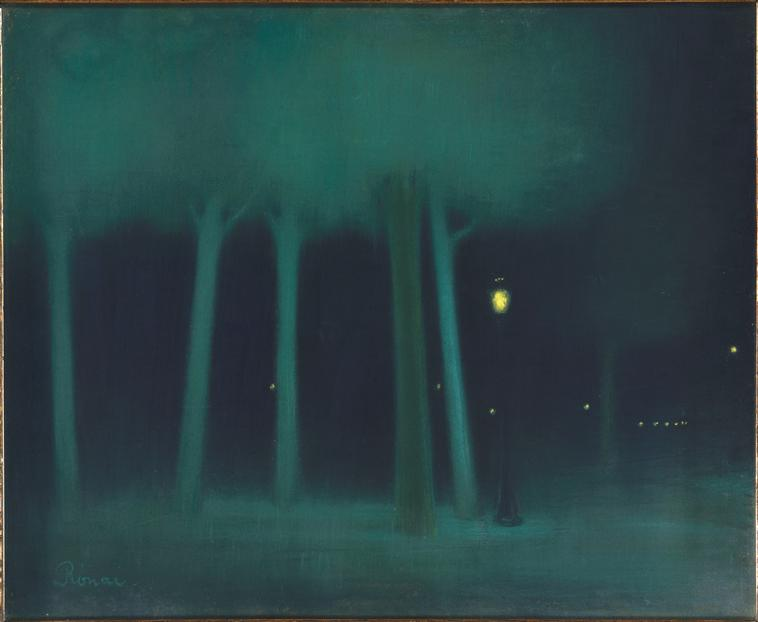
Een park bij nacht
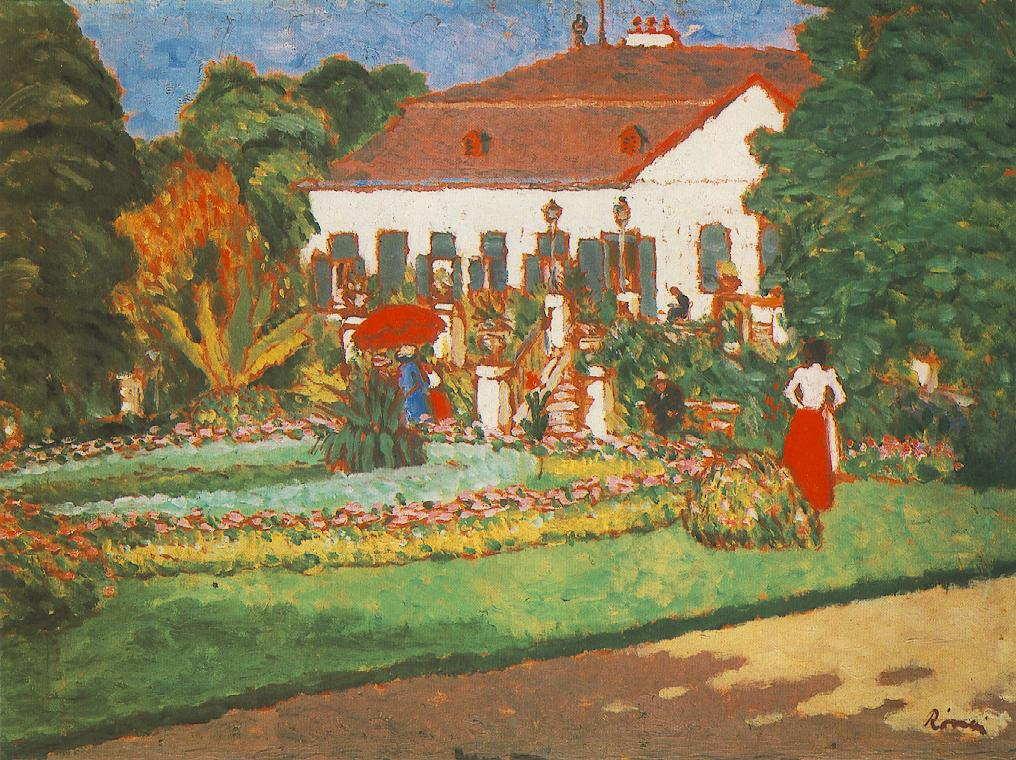
Het kasteel van Körtvélyes (c. 1907)
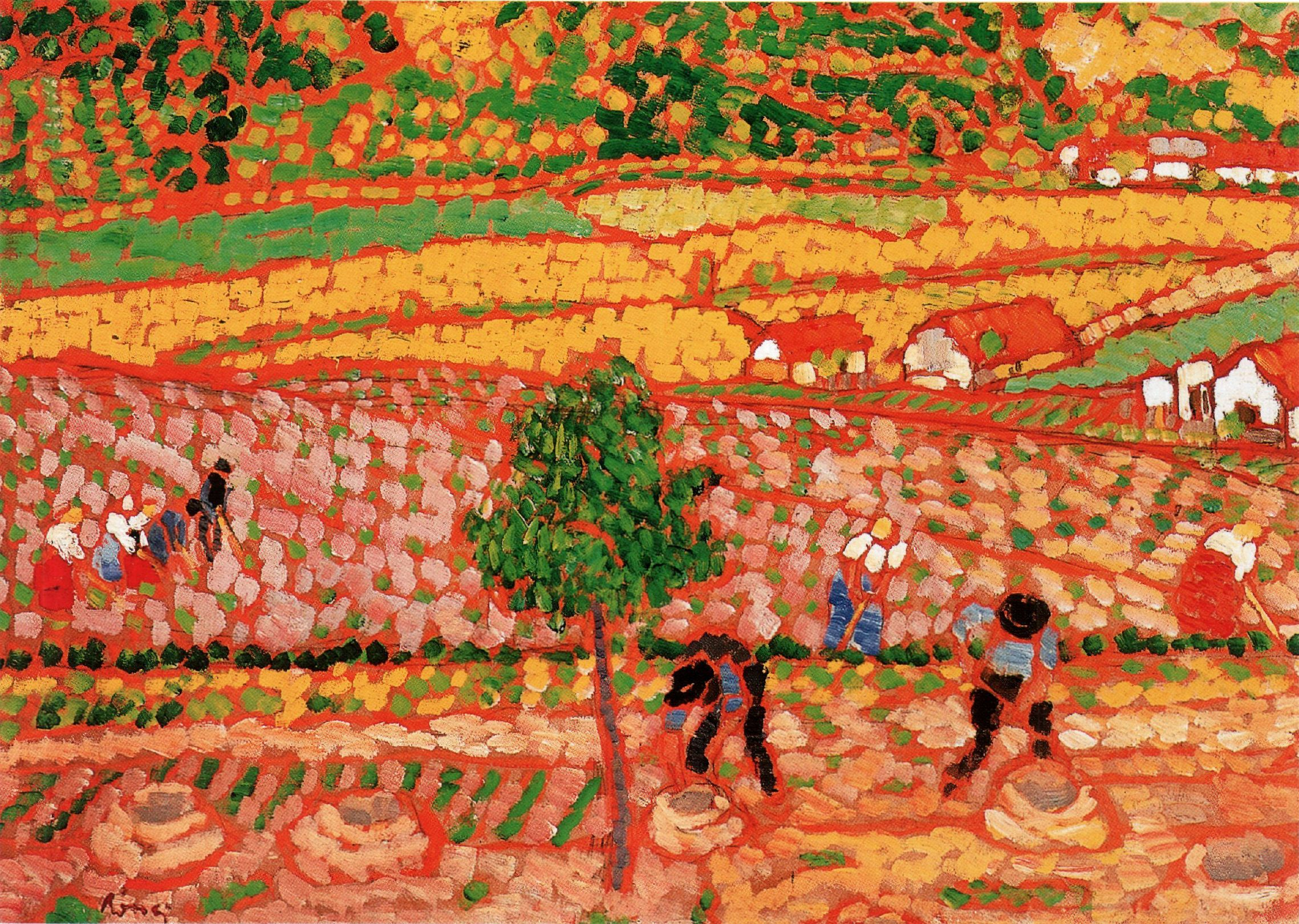
Werk in de lente
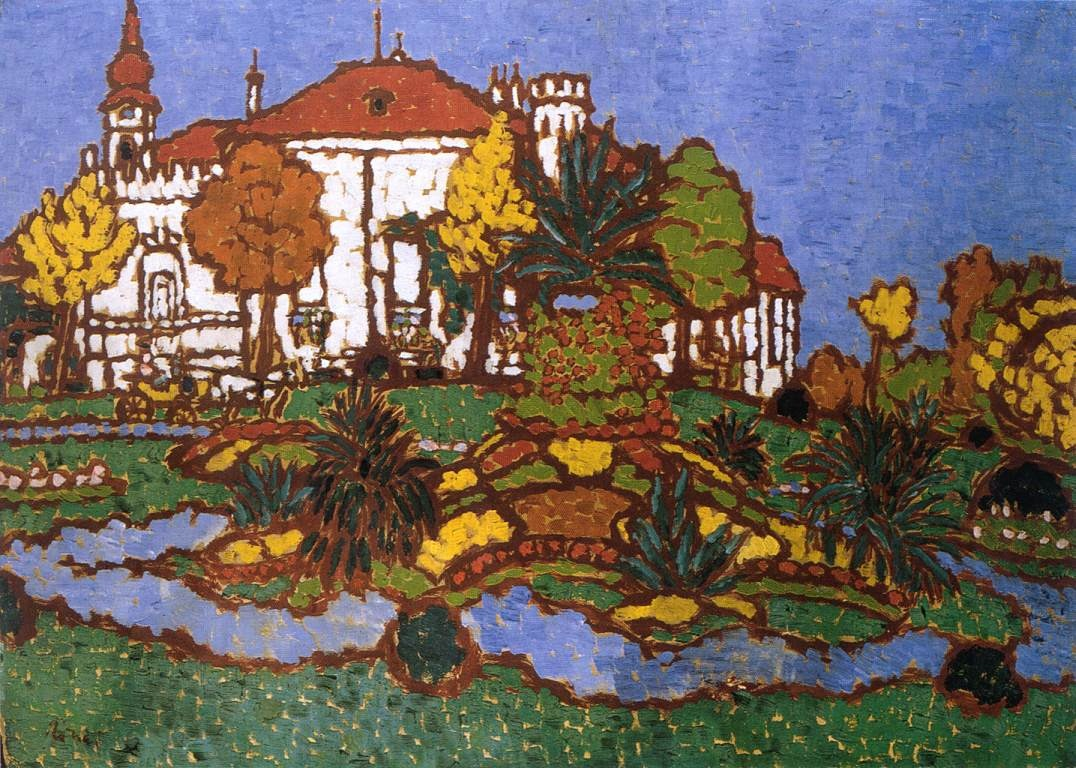
Landhuis te Geszt
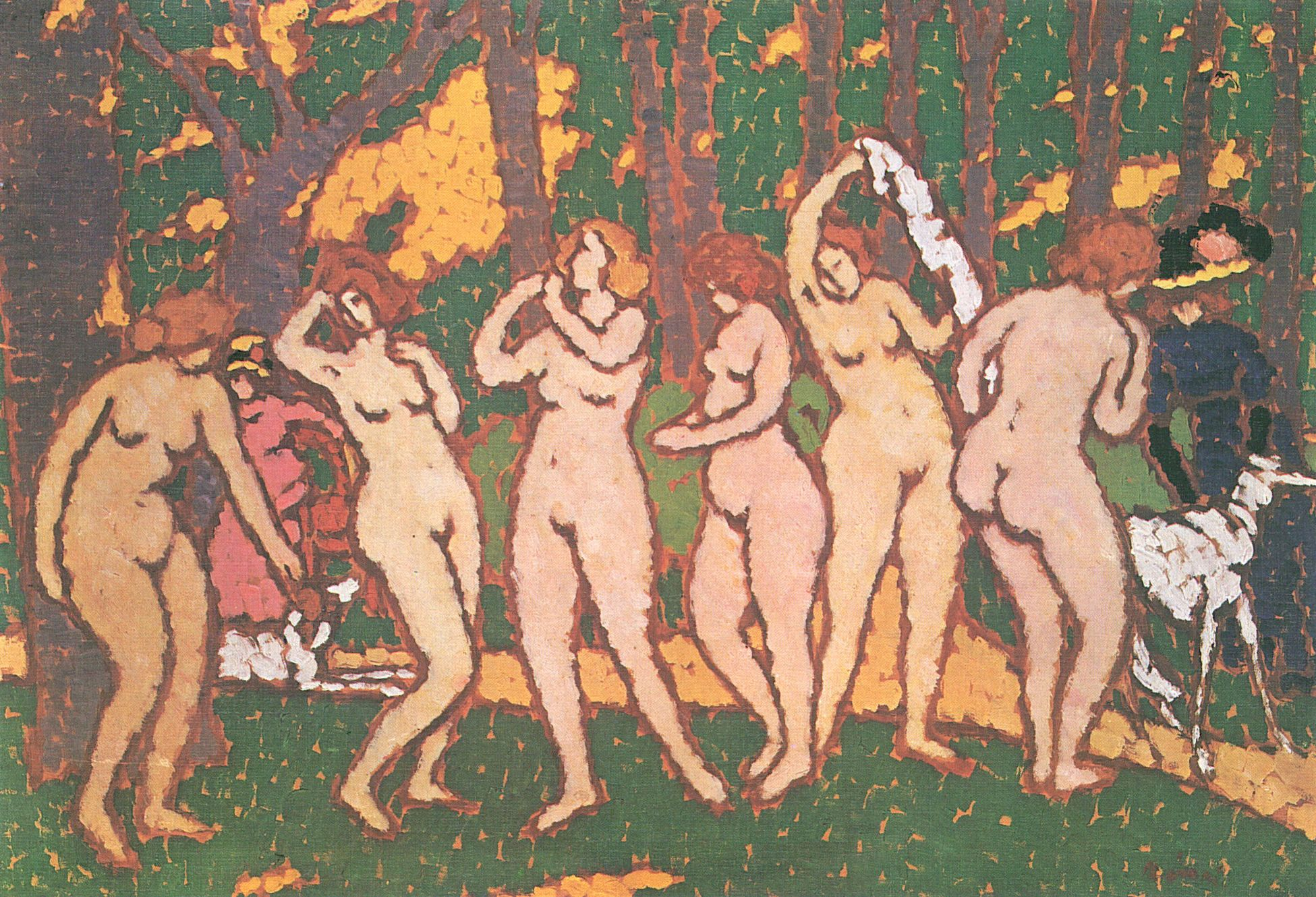
Naakten in het park